# Стоян Юруков
Стоян Василев Юруков е български революционер, войвода на Вътрешната македоно-одринска революционна организация.

## Биография
Юруков е роден на 24 декември 1886 година в Лобаница, Османската империя, днес Агиос Димитриос, Гърция. Завършва българската гимназия в Битоля. Юруков е участъков войвода в Костурско по време на Илинденско-Преображенското въстание.
При избухването на Балканската война в 1912 година е доброволец в Македоно-одринското опълчение и служи в Костурската съединена чета и в 1 и Нестроевата рота на 11 сярска дружина. Награден е с орден „За храброст“ IV степен.
В 1915 година завършва естествена история в Софийския университет „Климент Охридски“. Подпоручик е в 42-ри пехотен полк през Първата световна война. Награден е с два ордена „За храброст“ IV степен.
Загива на 22 октомври 1916 година при атаката на Кубадинската позиция. Посмъртно произведен в звание поручик.